# Spittelmarkt (Berlins tunnelbana)
Spittelmarkt (U-Bahnhof Spittelmarkt) är en tunnelbanestation på linje U2 i Berlins tunnelbana. Den ligger under torget med samma namn. Stationen öppnades 1 oktober 1908 och utmärker sig genom sina fönster mot Spreekanalen. Stationen ligger 465 meter från Märkisches Museum och 620 meter från Hausvogteiplatz.

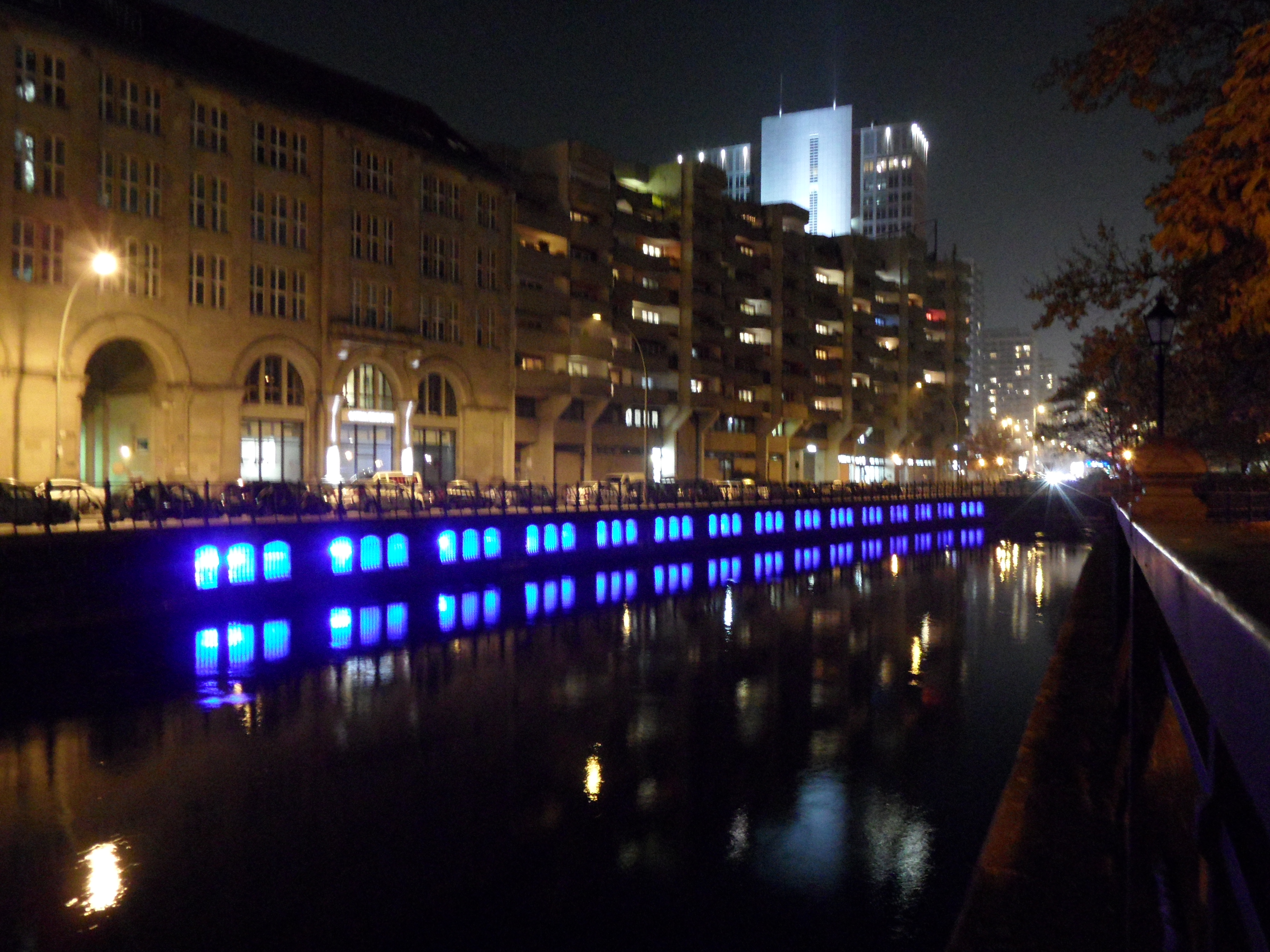
Fönstren mot Spree
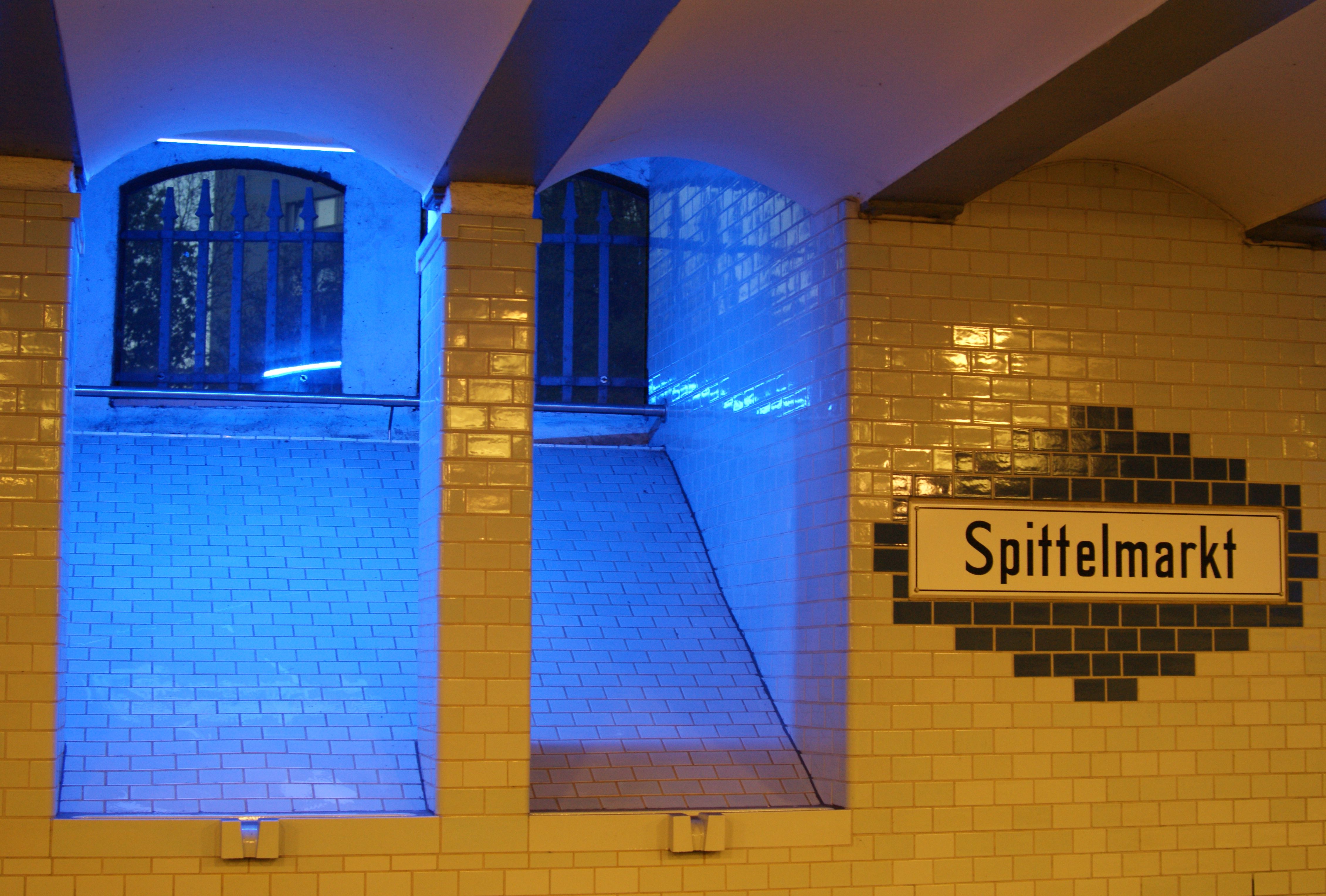
Mot Spree
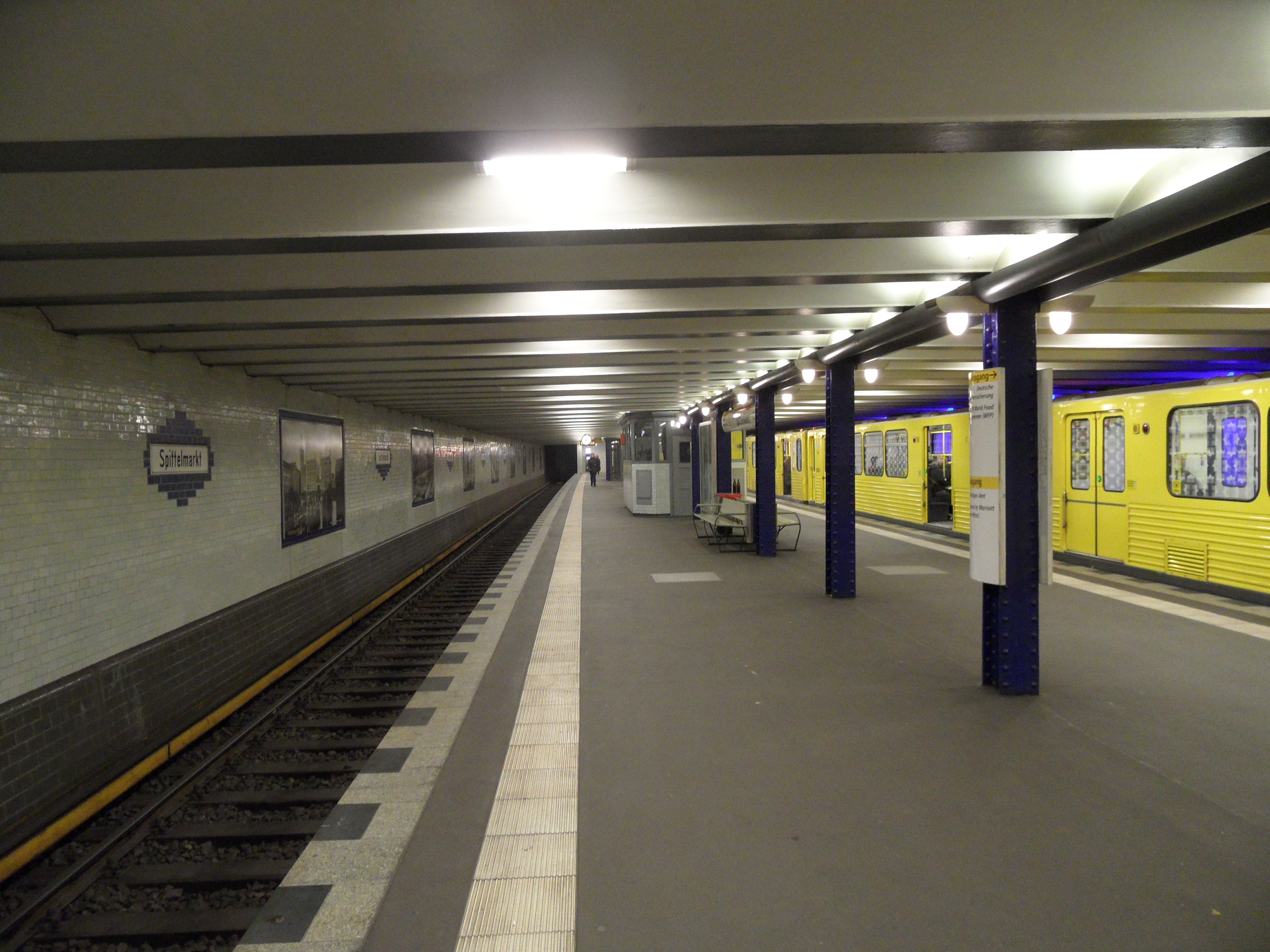
Perrongen
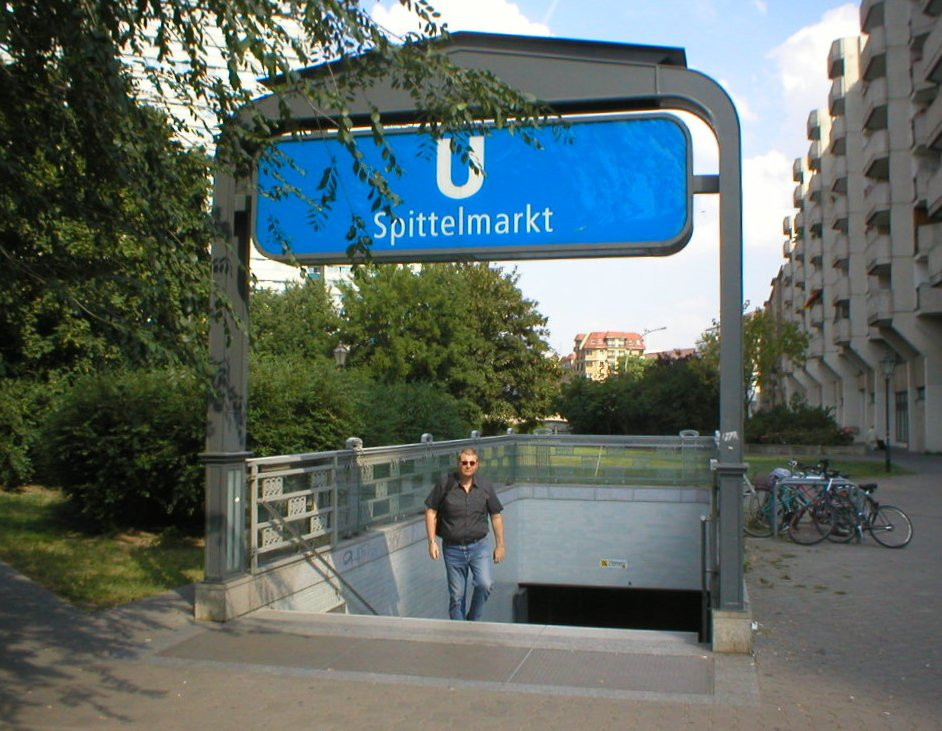
Västliga ingången till Spittelmarkt
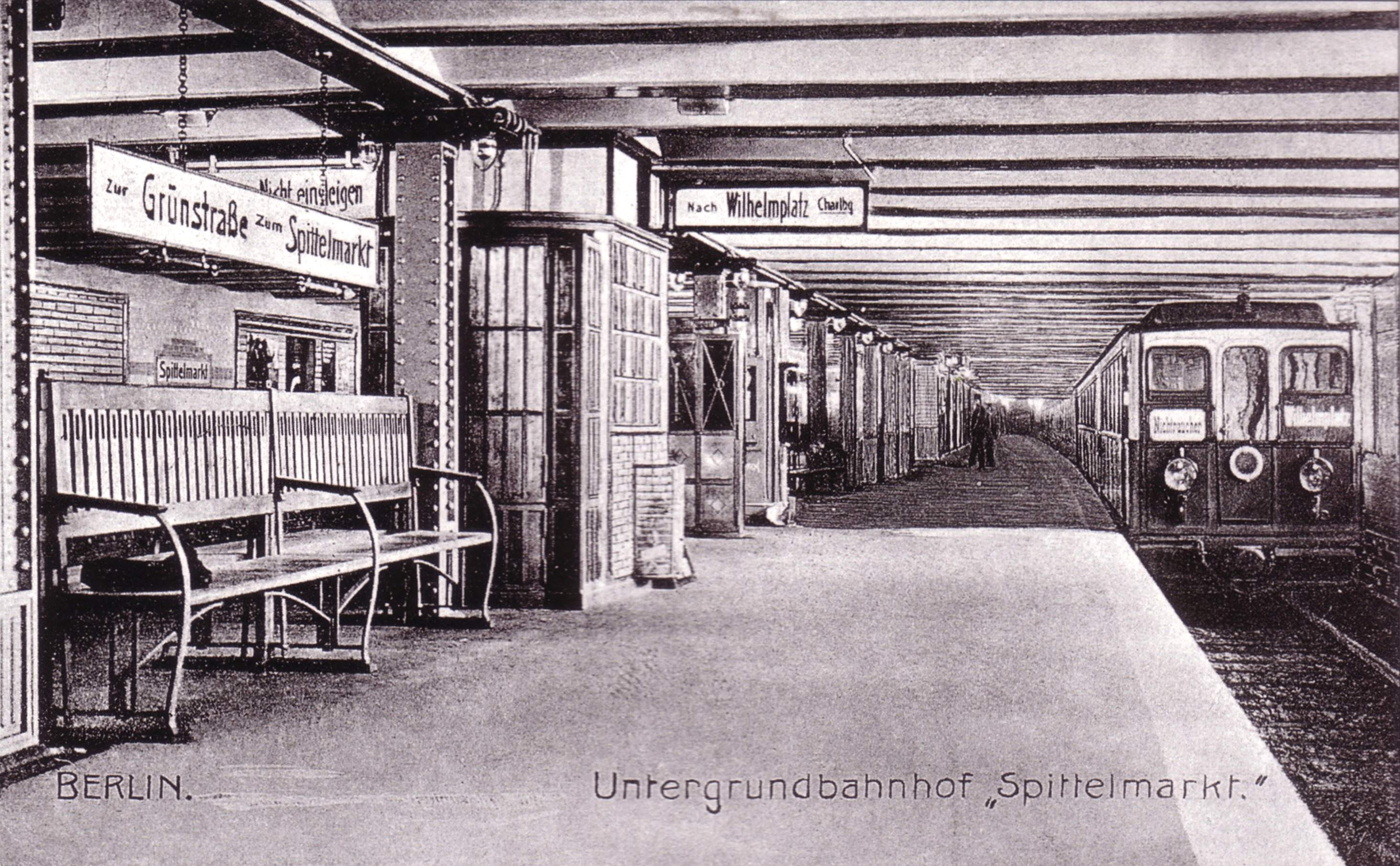
Spittelmarkt 1908
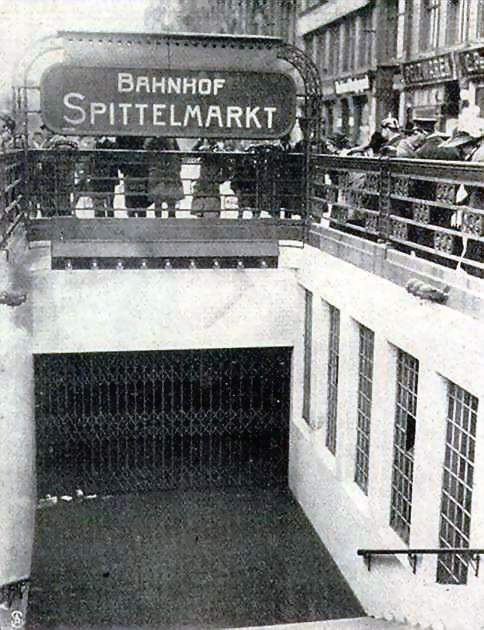
Översvämning 1912